# Drosophila brncici
Drosophila brncici är en tvåvingeart som beskrevs av Hunter 1964.

## Taxonomi och släktskap
Drosophila brncici ingår i artgruppen Drosophila mesophragmatica och artundergruppen Drosophila mesophragmatica.

## Utbredning
Artens utbredningsområde är Colombia.